# 2011年の日本プロ野球
2011年の日本プロ野球（2011ねんのにほんぷろやきゅう）では、2011年の日本プロ野球（NPB）における動向をまとめる。

## できごと

### 1月
- 1月4日
  - 千葉ロッテマリーンズは監督の西村徳文と新たに2012年までの2年契約を結んだ旨を明らかにした[1]
- 1月5日
  - 福岡ソフトバンクホークスはアレックス・カブレラの入団を発表、背番号は42[2]。堂上隼人の背番号が42から35に変更[3]
  - 読売ジャイアンツは、球団代表特別補佐を同月1日付で退任した長嶋一茂が、新設される野球振興アドバイザーに就任した旨を発表[4]
- 1月6日
  - 北海道日本ハムファイターズのダルビッシュ有が、前年比1億7,000万円増の年俸5億円で契約更改。入団7年目、25歳での5億円到達は、1999年のイチローの8年目、26歳シーズンを抜き史上最速そして最年少となった[5]
- 1月8日
  - 読売ジャイアンツは新外国人選手のブライアン・バニスターの獲得を発表、背番号は20。前年はカンザスシティ・ロイヤルズに所属[6]
- 1月11日
  - オリックス・バファローズは新外国人選手のエバン・マクレーンの獲得を発表[7]
- 1月14日
  - 2011年日本の野球殿堂入り顕彰者が野球体育博物館から発表され、競技者表彰では、プレイヤー部門は落合博満、エキスパート部門は皆川睦雄がそれぞれ選出。なお、アマチュア部門の特別表彰者は該当者なし[8]
- 1月17日
  - 1月11日にコミッショナーに年俸調停の申請を行っていたソフトバンクの柴原洋が、調停を取り下げ前年比48パーセントダウンの年俸6,240万円プラス出来高払いで契約更改。15日にコミッショナーより勧告を受けて協議していた[9]
  - 読売ジャイアンツは今年のスローガンを「結束」にすることを発表[10]。また背番号の変更も発表され、土本恭平が19から46、辻内崇伸が39から98、レビ・ロメロが41から39、小野淳平が32から60へ、橋本到が94から65へそれぞれ変更。また亀井善行と田中大二郎の登録が外野手から内野手に変更した事も発表[11]
- 1月17日
  - オリックス・バファローズは前北海道日本ハムファイターズで戦力外通告を受けた坪井智哉の獲得を発表[12]
- 1月19日
  - 千葉ロッテマリーンズは蔡森夫と育成選手で契約した事を発表、背番号は125[13]
  - 千葉ロッテマリーンズの2011年チームスローガンが「和 2011」に決定[14]
- 1月20日
  - 埼玉西武ライオンズの大沼幸二と横浜ベイスターズの弥太郎の交換トレードが発表[15]
- 1月24日
  - オリックス・バファローズの光原逸裕と千葉ロッテマリーンズの斉藤俊雄の交換トレードが発表[16]
  - 福岡ソフトバンクホークスが前読売ジャイアンツの藤田宗一を育成選手で獲得したことを発表[17]
- 1月25日
  - 東北楽天ゴールデンイーグルスが、金炳賢の獲得を発表。登録名はキム[18]
  - 東京ヤクルトスワローズは高井雄平の登録名を「雄平」に変更することを発表[19]
- 1月26日
  - 埼玉西武ライオンズの弥太郎の登録名を本名の「坂元弥太郎」に戻すことを発表[20]
  - 福岡ソフトバンクホークスは2011年チームスローガンが「ダ」にしたことを発表[21]
- 1月27日
  - 二軍選手への暴力行為があったとして前年7月に埼玉西武ライオンズを解雇された元二軍打撃コーチの大久保博元が、西武球団に対し解雇の無効と損害賠償などの支払いを求め東京地裁に提訴[22]
  - 日本ハムの2011年チームスローガンが「ONE -1-」に決定[23]
  - 福岡ソフトバンクホークスは李杋浩の退団を発表[24]
- 1月28日
  - 阪神タイガースは千葉ロッテマリーンズからFAの小林宏之と正式に契約、入団会見を行った。登録名は「小林宏」で背番号は41に[25]。また、背番号の変更も発表され、上園啓史の41から47へ、白仁田寛和が47から64とそれぞれ変更され、ジェン・カイウンの登録名が鄭凱文に変更になった事が発表された[26]
  - 年俸調停委員会は西武の涌井秀章の同年の年俸を2億5,300万円としたことを発表、涌井は2億7千万円、球団は2億2,000万円プラス出来高払いとしていた。調停額が提示額を上回ったのは3例目[27]
- 1月29日
  - 北海道日本ハムファイターズが新ユニホームを発表[28]

### 2月
- 2月1日
  - 12球団が一斉にキャンプイン。10球団（巨人（20日〜）を含む）が沖縄県、巨人（19日まで）、西武、ソフトバンク、広島（15日〜）の4球団が宮崎県でキャンプを行う。また、阪神とオリックスは高知県でもキャンプを行う。
- 2月3日
  - 中日ドラゴンズはキャンプにテスト生として参加していたエンジェルベルト・ソトを支配下選手登録することを発表、背番号は70[29]
- 2月7日
  - 神戸市は、オリックス・バファローズの準本拠地球場、神戸総合運動公園野球場（旧・スカイマークスタジアム）の新たなネーミングライツ募集の結果、弁当店チェーン『ほっともっと』を全国展開するプレナスと契約、球場名を『ほっともっとフィールド神戸』とすることを決定[30]
- 2月7日
  - 横浜ベイスターズが新外国人選手の陳冠宇の獲得を発表[31]
- 2月13日
  - 前年に埼玉西武ライオンズを戦力外となった工藤公康が、休養して体調を戻した上で現役復帰を目指すことを、自らのブログで明らかにした[32]
- 2月14日
  - 阪神タイガースは2009年退団し復帰を目指してリハビリをしていたジェフ・ウィリアムスが現役引退することを発表[33]
  - 12球団で唯一契約未更改で自費でキャンプに参加していた、阪神タイガースの久保康友がこの日契約を更改し、NPB全選手が契約を更改した[34]
- 2月16日
  - 楽天は春季キャンプにテスト生として参加していたライアン・スパイアーを獲得、前中日の佐藤充と育成選手契約で合意[35][36]
  - 西武は前年7月に選手への暴力行為等を理由に解雇した元二軍打撃コーチの大久保博元から、西武球団を相手取り契約解除の無効や未払い報酬金、慰謝料の支払い等を求めた訴状が届いたことを確認。その中で、大久保が菊池雄星に対して暴行を働いたことを初めて公表した[37]
- 2月17日
  - 巨人の編成調査室課長の上田和明の育成コーチ就任が決定。一軍内野守備走塁コーチを務めた2005年以来6年ぶりの現場復帰となる[38]
  - 中日の私設応援団がNPBと12球団に対し球場入場や鳴り物応援をの禁止の無効確認を求めた訴訟で、名古屋高裁は一審判決を変更し、応援団側の訴えを退けた[39]が、私設応援団側は3月2日に判決を不服として最高裁に上告[40]

### 3月
- 3月1日
  - 千葉ロッテマリーンズはFAで阪神に移籍した小林宏の人的補償選手に移籍した髙濱卓也を獲得したことを発表[41]
  - NPBは今年度のオールスターゲームを2001年以来12年ぶりに3試合開催することを発表。第1戦はナゴヤドーム、第2戦は東京ドーム、第3戦はQVCマリンフィールド[42]
- 3月2日
  - 阪神タイガースがジェフ・ウィリアムスと駐米スカウトとしての契約を締結[43]
- 3月3日
  - 元阪神の辻本賢人がニューヨーク・メッツとマイナー契約[44]
- 3月7日
  - 福岡ソフトバンクホークスが育成選手の藤田宗一とファン・デレオンを支配下登録[45]
- 3月11日
  - 【日本】この日はオープン戦4試合が行われていたが14時46分に東北地方太平洋沖地震（東日本大震災）が発生し、楽天対ロッテ戦（明石公園野球場）では全く揺れなかったためしばらくは試合を続行したが楽天選手やスタッフの安否確認を優先したため8回表が終わった所でコールドゲーム[46]となり、横浜対ヤクルト戦（横浜スタジアム）も6回裏終了後に強い揺れが襲いそのままコールドゲームとなり結果的に2試合がコールドゲームとなった[47]。夕方頃には12日の6試合と13日の1試合のオープン戦の中止が決定した。[48]

- 3月13日
  - 西武は東日本大震災への配慮で、15日以降の西武ドームでの主催オープン戦5試合すべてを中止すると発表[49]
- 3月14日
  - 横浜は東日本大震災の影響で、横浜スタジアムで予定されていたオープン戦4試合すべてを中止することを発表[50]
  - 震災後初のオープン戦となる巨人対阪神戦が長良川球場で開催され、試合は2対2の引き分け[51]
- 3月15日
  - 東日本大震災を受けて、12球団の代表者による臨時の実行委員会が開かれ、25日の開幕戦について、セは予定通り開催、パは延期で意見が合わず継続協議となった[52]。日本プロ野球選手会会長の新井貴浩（阪神）がコミッショナーなどに対し開催延期を訴えた[53]
  - 年金運営委員会にてプロ野球選手年金の解散を決議。法改正に伴い、現行の適格年金制度が2012年3月で廃止となるため[54]
- 3月16日
  - 埼玉西武ライオンズの球団社長にプリンスホテル執行役員の居郷肇が就任[55]
- 3月17日
  - セ・リーグは開幕戦を予定通り3月25日、パ・リーグは4月12日に延期することを発表、天候以外で開幕日の変更は1950年以来[56]
- 3月18日
  - 文部科学省はNPBに対し、東京電力と東北電力の管内でのナイター試合と、電力消費の多い東京ドームでの試合の自粛を要請[57]。また日本プロ野球選手会はセ・リーグの開幕延期を再度要望した[58]
- 3月19日
  - セ・リーグは開幕戦を3月29日に延期することを発表[59]
- 3月21日
  - パ・リーグは臨時オーナー会議で東日本大震災による節電のため、4月中の東京電力と東北電力管内における試合のナイター開催は行わないことを決定[60]
  - NPBオープン戦の全日程が終了、東日本大震災の影響で35試合が中止となった[61]
- 3月22日
  - 文部科学省を訪れたコミッショナーの加藤良三らに対し、節電啓発担当相の蓮舫はセ・リーグに対しパ・リーグと同じ4月12日の開幕戦を要望[62]
- 3月24日
  - セ・リーグの緊急理事会で開幕戦をパ・リーグと同じ4月12日からとすることを決定、また4月中のナイター試合の自粛も決定[63]
  - 埼玉西武ライオンズは4月12日の西武ドームでの主催の北海道日本ハムファイターズとの開幕戦を計画停電を考慮し、日本ハム主催で札幌ドームで行うことを発表し[64]、4月中の西武ドームでの試合を見送ることが明らかになった[65]
  - 北海道日本ハムファイターズは球団社長に津田敏一の就任を発表、前社長の藤井純一は球団アドバイザーに就任予定[66]
- 3月25日
  - 中日ドラゴンズは定時株主総会と取締役会を開き、球団社長に坂井克彦を選任、前社長の西川順之助は相談役に退く[67]
- 3月26日
  - 臨時オーナー会議が開かれ、この年の日本シリーズを11月12日からとすることを決定し、4月中の東京、東北電力管内でのナイター試合開催の自粛と、試合時間3時間半を越えての新しい延長回に入らないことも決定[68]
- 3月29日
  - 東北楽天ゴールデンイーグルスは、4月15日からのオリックス・バファローズとの主催試合が阪神甲子園球場で、同22日からの日本ハムとの主催試合をほっともっとフィールド神戸で行うことを発表。甲子園で阪神以外の球団が主催試合を行うのは58年ぶりで、パ・リーグのチームが甲子園で主催試合を行うのは初[69]
  - NPBの東日本大震災復興支援スローガンが「がんばろう!日本」に決定したことを発表[70]
- 3月30日
  - 埼玉西武ライオンズは、4月26日からの東北楽天ゴールデンイーグルス戦を西武ドームでの3連戦から滋賀県の皇子山球場での2連戦に変更することを発表、4月の埼玉県内で試合は行わないことになった[71]。同球場でのプロ野球の公式戦開催は初[72]
  - 東北楽天ゴールデンイーグルスは本拠地のクリネックススタジアム宮城での初試合を4月29日の対オリックス戦とすることを発表[73]
  - 福岡ソフトバンクホークスは育成選手のエドガルド・バイエスとジョシュ・ショートの入団を発表[74]
  - ウエスタン・リーグの阪神が対広島戦（阪神鳴尾浜球場）で4投手の継投によるノーヒットノーラン達成[75][76]

### 4月
- 4月1日
  - 千葉ロッテマリーンズは新外国人選手のカルロス・ローザを獲得したことを発表[77]
  - NPBは東日本大震災の影響でアメリカに一時帰国し、再来日しない横浜のブレント・リーチを制限選手として公示。NPBでは野球協約に同条項が加えられて初の適用[78]
- 4月2日、4月3日
  - プロ野球12球団チャリティーマッチ -東日本大震災復興支援試合-開催[79]
- 4月2日 - 巨人のブライアン・バニスターが制限選手として公示、東日本大震災の影響で一時帰国しているが来日の目途がたっていないため[80]
- 4月6日
  - セ・パ両リーグは公式戦の日程変更を発表し、今年のクライマックスシリーズ日程をファーストステージを10月29日から、ファイナルステージを11月2日から同時とすることと、4月中は自粛される東京、東北電力管内での初ナイターを5月6日からとし、同じく自粛の東京ドームでの初試合を5月3日からとすることなどを発表した[81]
- 4月12日
  - セ・パ両リーグのシーズン公式戦が開幕
    - 読売ジャイアンツはフランチャイズ制導入以降初の地方球場での開幕戦開催となる山口県宇部市のユーピーアールスタジアムでの対ヤクルト戦に9対2で勝利[82]
    - 阪神タイガースのマット・マートンが対広島東洋カープ戦（阪神甲子園球場）で史上18人目の開幕戦初回先頭打者本塁打を記録[83]
- 4月13日
  - 千葉ロッテマリーンズの福浦和也が楽天ゴールデンイーグルス戦（QVCマリンフィールド）の7回の第3打席で右翼線へ二塁打を打ち、日本プロ野球史上30人目の通算350二塁打。1654試合目での達成は史上3位のスピード記録[84]
- 4月14日
  - 東北楽天ゴールデンイーグルスはフアン・モリーヨの退団を発表[85]。また、新たに獲得したロムロ・サンチェスが来日することも発表された[86]。
- 4月15日
  - 阪神タイガースの金本知憲が対中日ドラゴンズ戦（ナゴヤドーム）の8回表二死で代打で出場したが、一塁走者の俊介が盗塁に失敗し打席が完了しないまま攻撃終了となり、その裏の守備には付かずに交代したため、この日の出場自体は記録されるが、連続試合出場とはならないため1998年7月10日の対ヤクルト戦以来の連続試合出場記録が日本プロ野球史上歴代2位の1766試合でストップ[87]
  - 広島東洋カープ対読売ジャイアンツ戦（MAZDA Zoom-Zoom スタジアム広島）は9回を4対4で引き分け。「3時間半を超えると新しい延長イニングに入らない」特別規則が初めて適用された[88]
- 4月16日
  - 中日ドラゴンズの森野将彦が阪神タイガース戦（ナゴヤドーム）の6回裏の第3打席で榎田大樹から左前安打を打ち、日本プロ野球通算1000安打[89]
- 4月19日
  - 北海道日本ハムファイターズの稲葉篤紀がオリックス・バファローズ戦（ほっと神戸）で1回に木佐貫洋から左前安打を打ち、日本プロ野球通算3000塁打、史上49人目[90]
  - 阪神タイガースの能見篤史が対読売ジャイアンツ戦（甲子園）で初回から3回にかけて7者連続三振の球団タイ記録で史上4度目、7者以上連続三振は日本プロ野球史上25人目（26度目、最多は9）[91]。試合は10回裏に新井貴浩の安打に続き、弟の新井良太のサヨナラ安打で3対2で阪神が勝利、兄弟による同一試合での安打は阪神では25年ぶり。また阪神は3試合連続延長戦の球団タイ記録[92]
  - この日の4試合が観衆が1万人割れ。実数発表となった2005年以降では2005年4月13日以来、史上2度目[93]
- 4月20日
  - 北海道日本ハムファイターズの金子誠が対オリックス戦（ほっと神戸）で7回表の第4打席に二塁打を打ち、日本プロ野球通算1500安打[94]
- 4月23日
  - 福岡ソフトバンクホークスの多村仁が千葉ロッテマリーンズ戦（鹿児島）で日本プロ野球通算1000試合出場[95]
- 4月25日
  - 横浜は前年に在籍したスティーブン・ランドルフの再入団を発表[96]
- 4月26日
  - 読売ジャイアンツに入団し、東日本大震災などの影響でアメリカに帰国し、再来日の目途がたたずに制限選手となっていたブライアン・バニスターが任意引退選手として公示[97]
  - 北海道日本ハムファイターズのダルビッシュ有が福岡ソフトバンクホークス戦（札幌ドーム）で8回表に本多雄一から日本プロ野球通算1000奪三振[98]
- 4月29日
  - 東日本大震災で被害を受けた、クリネックススタジアム宮城でこの年初の公式戦の東北楽天ゴールデンイーグルス対オリックス・バファローズ戦が行われ、楽天が3対1で本拠地開幕戦に勝利した[99]
  - オリックス・バファローズは千葉ロッテマリーンズの竹原直隆を金銭トレードで獲得したことを発表[100]

### 5月
- 5月1日
  - 読売ジャイアンツのアレックス・ラミレスが横浜ベイスターズ戦（横浜）で球団新記録の416試合連続4番で出場[101]
- 5月3日
  - この日、4月の試合開催が見送られた東京ドームと西武ドームで初めての公式戦が行われた[102]
  - 阪神タイガースは対読売ジャイアンツ戦（東京ドーム）の2回表に金本知憲が東野峻から43歳1か月でセ・リーグ史上最年長本塁打となる同年1号本塁打[103][104]。3回表に東野峻から3番鳥谷敬、4番新井貴浩、5番クレイグ・ブラゼルによる3者連続本塁打、球団史上9度目。クリーンアップによる3者連続本塁打は1985年のバックスクリーン3連発以来26年ぶり[105]。試合は7対3で阪神が勝利し、完投で勝利投手となった能見篤史は2009年からの対巨人戦の連勝を球団タイ記録の8とした[106]
- 5月4日
  - 東京ヤクルトスワローズの林昌勇が中日ドラゴンズ戦（神宮）で日本プロ野球通算100セーブ[107]
- 5月5日
  - 読売ジャイアンツの小笠原道大が対阪神タイガース戦（東京ドーム）の8回裏に小林宏から中前安打を打ち、史上38人目となる通算2000本安打を達成。出場1736試合目での達成は史上4位のスピード記録[108]
- 5月6日
  - 埼玉西武ライオンズの栗山巧が3回表に田中将大から本塁打を打ち、球団通算8000本塁打[109]
- 5月6日 - 福岡ソフトバンクホークスの本多雄一は対北海道日本ハムファイターズ戦（札幌ドーム）で4打数無安打に終わり、開幕からの連続試合安打記録が19でストップ。パ・リーグ記録まであと1としていた[110]
- 5月9日
  - 北海道日本ハムファイターズは髙橋信二の読売ジャイアンツへの金銭トレードを発表[111]
  - 読売ジャイアンツの星孝典が埼玉西武ライオンズへの金銭トレードが発表[112]
  - 日本プロ野球選手会は選手会に加入する支配下選手734人の2011年シーズン年俸調査結果を発表（出来高払いを除く）。年俸1億円以上が80人と最多で、平均年俸は前年比101万円増の3,931万円と、1980年の調査開始以来最高額となった。球団別では阪神の5,546万円がトップ[113]。
- 5月10日
  - 4月度の月間MVPが発表され、セ・リーグの野手部門は東京ヤクルトスワローズの宮本慎也が40歳5か月でセ・リーグ史上最年長での初受賞。同投手部門は広島東洋カープのブライアン・バリントンが来日一年目の外国人選手が開幕月では史上3人目の受賞。パ・リーグの野手部門は福岡ソフトバンクホークスの内川聖一が通算2度目でセ・パリーグでの受賞は史上17人目。同投手部門は東北楽天ゴールデンイーグルスの岩隈久志が通算5度目、開幕月ではパ・リーグ初の3度目の受賞[114]
  - 東北楽天ゴールデンイーグルスの岩村明憲が日本プロ野球通算1000試合出場、史上441人目[115]
- 5月11日
  - 千葉ロッテマリーンズの角晃多が育成選手としては初のイースタン・リーグの月間MVPを受賞、ウエスタン・リーグと合わせて二軍では初[116]
  - 東日本大震災による電力問題の影響で、開催が自粛されていた東京ドームでこの年初のナイター試合となる巨人対横浜戦が行われ、試合は横浜が4対3で勝利。電力消費量は用意していた自家発電を使わず29%削減の2968ワットとなった[117]
- 5月12日
  - NPBが2010年オフに戦力外通告を受けた選手と現役を引退した選手の合計103人の進路調査結果を発表。58%にあたる60人が選手やコーチなどで12球団内に残った[118]。
  - 福岡ソフトバンクホークスの小久保裕紀がオリックス・バファローズ戦（福岡ヤフードーム）の4回裏にアルフレッド・フィガロからソロ本塁打を打ち、日本プロ野球通算400号本塁打、史上16人目。39歳7か月での達成は史上2位の年長記録[119]
  - 阪神タイガースの城島健司が対広島戦（甲子園）の7回裏に岩見優輝から本塁打を打ち、日米通算1000打点を達成[120]
- 5月13日
  - 東京ヤクルトスワローズは球団社長兼オーナー代行にヤクルト本社の専務の衣笠剛の就任を発表、前社長の鈴木正は相談役に[121]
  - 福岡ソフトバンクホークスは育成選手の柳川洋平を支配下登録することを発表、背番号は53[122]
- 5月14日
  - 東京ヤクルトスワローズの石川雅規が横浜ベイスターズ戦（横浜スタジアム）に登板、8回2/3を6安打無失点の内容で勝利投手となり、日本プロ野球通算100勝[123]
  - 福岡ソフトバンクホークスのアレックス・カブレラが日本プロ野球通算通算350本塁打達成。史上25人目で通算1169試合目での達成は落合博満の1257試合を更新する日本プロ野球史上最速記録[124]。
  - 阪神タイガースはこの日の中日ドラゴンズ戦が阪神甲子園球場での通算4000試合となった[125]。阪神の桧山進次郎が9回に代打で出場し、岩瀬仁紀から右翼ポール際に本塁打を打ち、八木裕の球団記録を更新する日本プロ野球通算14代打本塁打。試合は4対3で中日が勝利[126]
- 5月15日
  - 福岡ソフトバンクホークスの小久保裕紀が日本プロ野球通算3500塁打達成、史上25人目[127]。
  - 横浜ベイスターズは新外国人選手のルイス・ゴンザレスの獲得を発表[128]
  - 東北楽天ゴールデンイーグルスがコーチ陣の配置転換を発表。一軍打撃コーチ補佐の礒部公一が二軍打撃兼外野守備コーチに回る他、計8名が配置転換されることになった[129]
- 5月16日
  - プロ野球実行委員会において、11月に台湾で開催されるアジアシリーズに、日本シリーズ優勝チームの出場を正式に決定[130]
- 5月17日
  - 中日ドラゴンズの岩瀬仁紀が対ロッテ戦（QVCマリン）の9回裏に登板し、日本プロ野球通算700試合登板[131][132]。
- 5月18日
  - 横浜ベイスターズの村田修一が対西武戦（西武ドーム）の6回表に石井一久から左前二塁打を打ち日本プロ野球通算1000安打、史上264人目[133]
- 5月20日
  - 福岡ソフトバンクホークスの山田大樹が阪神タイガース戦（ヤフードーム）でプロ入り初完封勝利、育成出身選手の完封勝利はパ・リーグ史上初[134]
- 5月22日
  - 埼玉西武ライオンズのホセ・フェルナンデスが阪神タイガース戦（甲子園）で、6回二死からソロ本塁打を打ち、史上20人目の日本プロ野球の全球団から本塁打を達成。2004年に消滅した大阪近鉄バファローズを含む13球団から本塁打は史上7人目[135]。阪神の鳥谷敬が日本プロ野球通算1000試合出場[136]
- 5月23日
  - 横浜ベイスターズは中村紀洋の獲得を発表[137]
  - 読売ジャイアンツは育成選手の福元淳史と山本和作の支配下登録を発表[138]
- 5月24日
  - 埼玉西武ライオンズの小野寺力と東京ヤクルトスワローズの鬼崎裕司が交換トレード[139]、また黒瀬春樹と 阪神の江草仁貴との交換トレードが成立したことも発表[140]
  - 日本ハムのブライアン・ウルフが対横浜戦（横浜）の2回に3者連続3球三振を記録、日本プロ野球史上14人目（15度目）、外国人選手では史上初[141]
- 5月25日
  - 千葉ロッテマリーンズはボブ・マクローリーを自由契約選手として公示[142]
  - 橘高淳が広島東洋カープ対埼玉西武ライオンズ戦（マツダ）で二塁塁審を務め、通算2000試合出場[143]
- 5月31日
  - 東京ヤクルトスワローズは二軍投手コーチの朴石鎮が家庭の事情で退団することを発表[144]
  - 広島東洋カープは東北楽天ゴールデンイーグルス戦（Kスタ宮城）に1対0で敗れ、球団史上初の3試合連続で1対0で敗戦、日本プロ野球史上5球団目[145]

### 6月
- 6月1日
  - 7月24日に開催のオールスターゲーム第3戦をKスタ宮城（仙台市）で開催することが正式に決定。これにより、オールスター戦は7月23日の第2戦の開催球場が東京ドームから、当初第3戦(24日)を予定していたQVCマリンフィールドに変更となった[146]
  - 広島東洋カープは、東北楽天ゴールデンイーグルス戦（Kスタ宮城）に3対0で敗れ、44イニング連続無得点の球団ワースト記録を更新。また4試合連続無得点はセ・リーグタイ記録[147]
  - 北海道日本ハムファイターズは対阪神戦（札幌ドーム）に1対0で勝利し、41イニング連続無失点のパ・リーグ新記録。また4試合連続無失点はパ・リーグタイ記録。完封で勝利投手となったダルビッシュ有は球団タイ記録の35イニング無失点[148]
- 6月3日
  - 北海道日本ハムファイターズは、東京ヤクルトスワローズ戦（神宮）に9対0で勝利し、日本プロ野球タイ記録の5試合連続無失点勝利[149]
  - 広島東洋カープは、オリックス・バファローズ戦（マツダ）の6回まで無得点で50イニング連続無得点のセ・リーグワーストを記録し、7回に3点を挙げて記録はストップ。試合は6対3でオリックスが勝利[150]
- 6月4日
  - 東北楽天ゴールデンイーグルスは、読売ジャイアンツ戦（東京ドーム）に0対2で敗れ、球団通算500敗[151]
  - 北海道日本ハムファイターズは、東京ヤクルトスワローズ戦（神宮）で2回まで0点に抑えて52イニング無失点の日本プロ野球タイ記録としたが、3回無死一、二塁から吉川光夫が畠山和洋に適時打を打たれるなど、この回3失点で記録がストップし新記録ならず。試合は5対1でヤクルトが勝利[152]
- 6月5日
  - 東北楽天ゴールデンイーグルスは、ヘッド兼打撃コーチの田淵幸一をヘッド専任にすることを発表。5月15日に外野守備コーチから打撃コーチ補佐に配置転換の本西厚博が打撃コーチに就任[153]
  - 中日ドラゴンズは、千葉ロッテマリーンズ戦の9回裏二死から平田良介のソロ本塁打でサヨナラ勝利。平田は前日の西武戦と合わせて2試合連続サヨナラ本塁打で日本プロ野球史上8人目、球団史上初[154]
- 6月6日
  - 北海道日本ハムファイターズの梨田昌孝が監督として日本プロ野球通算600勝、史上20人目[155]
  - 東北楽天ゴールデンイーグルスは、ルイス・ガルシアの獲得を発表[156]
- 6月7日
  - 読売ジャイアンツの球団オーナーの滝鼻卓雄の退任と、球団社長の桃井恒和がオーナー兼任を読売新聞グループ本社の株主総会で承認し、同日発令[157]
- 6月8日
  - 北海道日本ハムファイターズのダルビッシュ有が、中日ドラゴンズ戦（札幌ドーム）で1対0で完封で勝利投手となり、パ・リーグタイ記録の3試合連続完封勝利、初回に36イニング連続無失点として球団記録を更新[158]
- 6月11日
  - 東北楽天ゴールデンイーグルスの山﨑武司が、中日ドラゴンズ戦で2回に同年7号本塁打を打ち、日本プロ野球史上2人目の40歳から通算100本塁打[159]
  - 千葉ロッテマリーンズの大松尚逸が、広島東洋カープ戦（QVCマリン）で7回一死満塁の場面で右翼へ満塁本塁打を打ち、パリーグ史上1000本目の満塁本塁打となった。大松は通算6本目の満塁本塁打で、球団タイ記録[160]
- 6月12日
  - オリックス・バファローズは、ウィルソン・マトスと育成選手契約することを発表、背番号は118[161]
  - 中日ドラゴンズの岩瀬仁紀が、高津臣吾に並ぶ日本プロ野球タイ記録の通算286セーブを達成[162]
  - 読売ジャイアンツのアレックス・ラミレスが、オリックス・バファローズ戦（京セラドーム）で2回無死に金子千尋から同年10号本塁打で、日本プロ野球の外国人選手ではタイ記録の11年連続2桁本塁打[163]
- 6月13日
  - 東京ヤクルトスワローズの館山昌平が、福岡ソフトバンクホークス戦の4回二死一塁で松田宣浩の頭部への死球で危険球退場処分[164]。試合は3対1でヤクルトが勝利。この試合の観客は36735人で、実数発表となった2005年以降では球場最多動員[165]
- 6月16日
  - 中日ドラゴンズの岩瀬仁紀が、福岡ソフトバンクホークス戦（ナゴヤドーム）で日本プロ野球新記録の通算287セーブ達成[166]
- 6月17日
  - 東京ヤクルトスワローズは、育成選手のラファエル・フェルナンデスを支配下選手登録[167]。
- 6月18日
  - 福岡ソフトバンクホークスの杉内俊哉が、横浜ベイスターズ戦（横浜スタジアム）で6回裏に石川雄洋から日本プロ野球通算1500奪三振、史上50人目[168]。
- 6月19日
  - 福岡ソフトバンクホークスの内川聖一が横浜ベイスターズ戦（横浜スタジアム）の5回表に本塁打を放ち、史上21人目となる全球団から本塁打を達成[169]。
- 6月22日
  - セ・パ交流戦の表彰選手が発表され、福岡ソフトバンクホークスの内川聖一がMVP、日本生命賞には、セ・リーグは読売ジャイアンツの内海哲也、パ・リーグはオリックス・バファローズの坂口智隆がそれぞれ選出[170]
  - 千葉ロッテマリーンズは前横浜のホセ・カスティーヨの獲得を発表[171]
  - 東京ヤクルトスワローズは取締役会で、衣笠剛の球団社長兼オーナー代行の就任を正式に発表。前社長の鈴木正は相談役に退く[172]
- 6月26日
  - 北海道日本ハムファイターズは、福岡ソフトバンクホークス戦（ヤフードーム）で先発の攝津正に12三振など1試合17三振の球団ワースト記録で2対5で敗れる[173]
- 6月27日
  - コミッショナーの加藤良三は前日の広島対中日戦（マツダ）で審判員への暴力行為で退場処分を受けた広島の監督の野村謙二郎に対し出場停止2試合の処分[174]
- 6月28日
  - 北海道日本ハムファイターズ、ボビー・スケールズとの契約合意を発表[175]
  - 元阪神タイガースの選手で、同球団のチーフスコアラーの渡辺長助が遠征先の富山市内のホテルで急死[176]
  - 横浜ベイスターズはこの年の4月に再入団したスティーブン・ランドルフとの契約解除を発表[177]
  - 中日ドラゴンズの荒木雅博が、横浜ベイスターズ戦（横浜スタジアム）で初回に先頭打者で四球で出塁し二盗を記録し日本プロ野球算300盗塁[178]
- 6月29日
  - 千葉ロッテマリーンズのサブローと、読売ジャイアンツの工藤隆人プラス金銭による交換トレード[179]
- 6月30日
  - オールスターゲームのファン投票の最終結果が発表され、最多得票はヤクルトの青木宣親の33万4586票。球団別では最多選手はソフトバンクが5人。初選出は7人[180]
  - 埼玉西武ライオンズの中島裕之が、オリックス・バファローズ戦（京セラドーム）で日本プロ野球通算1000試合出場[181]

### 7月
- 7月1日
  - 読売ジャイアンツはジョシュ・フィールズとの契約を発表。背番号25[182]
  - 阪神タイガースが、対横浜ベイスターズ戦（倉敷）で球団通算4000勝（3927敗244分）を達成、日本プロ野球史上3球団目[183]
- 7月5日
  - 埼玉西武ライオンズの片岡易之が、福岡ソフトバンクホークス戦（西武ドーム）の3回裏に二盗を記録し、日本プロ野球通算250盗塁[184]
- 7月8日
  - 横浜ベイスターズが制限選手としていたブレント・リーチが再来日し、リーチの復帰申請がNPBに受理されたことを発表[185]。
- 7月9日
  - 福岡ソフトバンクホークスの杉内俊哉が、千葉ロッテマリーンズ戦（ヤフードーム）日本プロ野球通算100勝[186]、同じく川﨑宗則が日本プロ野球通算250盗塁[187]
- 7月10日
  - 読売ジャイアンツの高橋由伸が、広島東洋カープ戦（東京ドーム）で日本プロ野球通算1500安打、史上108人目[188]
- 7月13日
  - 中日ドラゴンズの森野将彦が、東京ヤクルトスワローズ戦（神宮）の9回に打った7号2点本塁打が球団通算8000本塁打となった。史上4球団目[189]
- 7月14日
  - 読売ジャイアンツのアレックス・ラミレスが、阪神タイガース戦（甲子園）で負傷のため先発を外れ、史上2位としていた4番での連続先発出場記録は469試合でストップ[190]。翌15日の同カードに欠場し、史上8位としていた連続試合出場記録が985試合でストップ[191]
- 7月15日
  - 中日ドラゴンズは育成選手の木下達生を支配下登録したことを発表、背番号は97[192]
  - 広島東洋カープ対中日ドラゴンズ戦（ナゴヤドーム）の3回表に無死一塁で二ゴロを一塁手が失策するものの記録上は併殺打となり、この後再度の二ゴロで併殺打で、22年ぶりセ・リーグ史上3度目の1イニング2併殺打[193]
- 7月18日
  - 広島東洋カープはブライアン・バーデンの獲得を発表[194]
- 7月19日
  - 埼玉西武ライオンズはライアン・マルハーンの獲得を発表[195]
- 7月21日
  - 阪神タイガースがチーム内での社会貢献者を表彰を表彰する「若林忠志賞」の創設を発表[196]
  - 埼玉西武ライオンズはブライアン・シコースキーを戦力外としてウェーバー公示[197]
  - 富山市民球場アルペンスタジアムで行われたフレッシュオールスターゲームはイースタン・リーグがウエスタン・リーグに12対0で勝利し、通算成績を16勝26敗5分とした。MVPはヤクルトの荒木貴裕[198]
- 7月22日
  - オールスターゲームの第1戦がナゴヤドームで行われ、セ・リーグがパ・リーグに9対4で勝利した。セ。リーグは5回に日本ハムの武田勝から荒木雅博（中日）の2ラン、畠山和洋（ヤクルト）の3ラン、ウラディミール・バレンティン（ヤクルト）の2ラン、長野久義（巨人）のソロによるの1イニング4本塁打と、同イニングでの8連続安打はいずれもールスター史上初。MVPは勝ち越しの3点本塁打を打った畠山和洋[199]
- 7月24日
  - オールスターゲーム第3戦（Kスタ宮城）が行われ、パ・リーグが5対0でセ・リーグに勝利し通算2勝1敗と勝ち越し、今年のドラフト会議でのウェーバー優先権を獲得[200]
- 7月26日
  - 東北楽天ゴールデンイーグルスの松井稼頭央が、福岡ソフトバンクホークス戦（ヤフードーム）において日本プロ野球通算1500安打[201]
  - 東京ヤクルトスワローズが元横浜ベイスターズで同年ニューヨーク・ヤンキース傘下の2Aチームでプレーしていた岡本直也の獲得を発表[202]
  - 阪神タイガースの森田一成が対中日戦（甲子園）で5回に代打で出場し、球団史上初のプロ初打席初本塁打。日本プロ野球史上では51人目、代打では同13人目[203]
- 7月27日
  - 千葉ロッテマリーンズは、腰痛のため6月20日に韓国に帰国していた金泰均が、同年限りでの退団を申し入れていることを表明[204]。
  - 北海道日本ハムファイターズが、オリックス・バファローズ戦（帯広の森野球場）で球団通算4000勝達成。日本ハムのボビー・スケールズが1年目の外国人選手としては史上4人目、パ・リーグでは初の月間2満塁本塁打[205]
- 7月28日
  - 福岡ソフトバンクホークス対東北楽天ゴールデンイーグルス戦（ヤフードーム）は、2対0でソフトバンクが勝利し、ソフトバンクの岩嵜翔が日本プロ野球では16年ぶりの0奪三振の完封勝利。楽天は球団ワーストタイ記録の1試合4併殺で、球団史上3度目の無三振で敗戦[206]
- 7月29日
  - オリックス・バファローズは、育成選手のフレディ・バイエスタスを支配下選手登録したことを発表、背番号は65[207]
  - 福岡ソフトバンクホークスはエディソン・バリオスの入団を発表、背番号は69[208]
- 7月30日
  - 阪神タイガースは育成選手の桟原将司を支配下登録、背番号は79[209]
  - 阪神タイガースの新井貴浩が、横浜ベイスターズ戦（甲子園）の2回裏に二塁打を打ち、通算1500本安打達成[210]
  - 福岡ソフトバンクホークスは、イェンシー・ブラゾバンの入団を発表。背番号は98[211]
  - 広島東洋カープは中日ドラゴンズ戦（マツダ）で勝利し、デニス・サファテが外国人選手の球団記録を更新する25セーブ[212]
- 7月31日
  - 福岡ソフトバンクホークスの本多雄一が北海道日本ハムファイターズ戦（福岡ヤフードーム）の1回裏に二盗を決め、日本プロ野球史上71人目の通算200盗塁[213]

### 8月
- 8月2日
  - 東京ヤクルトスワローズが、中日ドラゴンズ戦（ナゴヤドーム）に1対0で勝利し、小川淳司が球団史上最速の176試合目で監督（代行時含む）通算100勝[214]
- 8月3日
  - 福岡ソフトバンクホークスの和田毅が、オリックス・バファローズ戦（ヤフードーム）で、日本プロ野球史上130人目の通算100勝[215]
- 8月4日
  - 7月度月間MVPが発表され、セ・リーグの投手部門は阪神のジェイソン・スタンリッジが外国人選手ではセ・リーグ史上初の2か月連続受賞。パ・リーグの投手部門は楽天の田中将大がパ・リーグ史上9人目の2か月連続受賞[216]
- 8月6日
  - 広島原爆記念日のこの日、広島対巨人戦（マツダ）が、広島市内では53年ぶりとなる8月6日の公式戦として行われた[217]
  - 先発で連続完投無しの日本プロ野球記録の埼玉西武ライオンズの西口文也が、福岡ソフトバンクホークス戦（西武ドーム）で同記録が100試合に到達、先発で7回を投げ1失点。試合は1対1の引き分け[218]
- 8月7日
  - 埼玉西武ライオンズの石井一久が、福岡ソフトバンクホークス戦（西武ドーム）の4回に多村仁志から日本プロ野球史上20人目の通算2000奪三振、1967回2/3での達成は日本プロ野球史上最速[219]
  - オリックス・バファローズが対ロッテ戦（QVCマリン）に7対2で勝利し、岡田彰布が監督通算500勝[220]
  - 埼玉西武ライオンズはディー・ブラウンに戦力外通告、ウエーバー公示にかけることを発表[221]
- 8月10日
  - 東京ヤクルトスワローズの七條祐樹が、球団記録を更新する初登板から先発で4連勝[222]
- 8月11日
  - オリックス・バファローズの後藤光尊が東北楽天ゴールデンイーグルス戦で4番として出場し、1回に永井怜から2点本塁打を打ち、日本プロ野球史上9人目の全打順で本塁打達成[223]
- 8月14日
  - 読売ジャイアンツのアレックス・ラミレスがで日本プロ野球通算1500試合出場[224]。巨人の久保裕也が対広島戦（東京ドーム）で1イニングを投げ三者凡退に抑えて、7月5日の対ヤクルト戦からの19試合連続無失点で球団記録を更新[225]
- 8月16日
  - ウエスタン・リーグで広島が対中日（由宇球場）に1対7で敗れ、7月5日の対中日戦から5引き分けを挟んで、1961年の広島に並ぶリーグタイ記録の16連敗[226]
- 8月17日
  - ウエスタン・リーグで前日にリーグワーストタイ記録の16連敗としていた広島が対中日戦（由宇）に5対4で勝利し、連敗ストップ[227]
- 8月18日
  - 東北楽天ゴールデンイーグルスの山﨑武司が史上17人目の通算400本塁打。42歳9か月での達成は史上最年長[228]
  - 中日ドラゴンズの荒木雅博が通算1500試合出場、史上171人目[229]。
- 8月19日
  - 読売ジャイアンツは、東京ヤクルトスワローズ戦（東京ドーム）に3対2で勝利し、8回二死から登板の久保裕也が10セーブ目で史上2球団目の球団通算1000セーブ。久保は1失点で、球団記録の連続無失点が20でストップ[230]
- 8月20日
  - 読売ジャイアンツの原辰徳が、史上21人目の監督通算600勝[231]
  - 阪神タイガースのクレイグ・ブラゼルが日本プロ野球通算100本塁打達成[232]
- 8月23日
  - 東北楽天ゴールデンイーグルスが球団通算400勝達成。岩隈久志が日本プロ野球史上164人目の1500投球回[233]。
- 8月24日
  - 読売ジャイアンツのアレックス・ラミレスが、日本プロ野球史上26人目の通算350本塁打達成[234]
- 8月25日
  - 中日ドラゴンズの落合博満が監督通算600勝[235]
  - 阪神タイガースの藤川球児が、読売ジャイアンツ戦の9回の1イニングを投げ3者連続三振で通算100ホールドとし、日本プロ野球史上初の100セーブと100ホールドを達成[236]
- 8月26日
  - 広島東洋カープの栗原健太が、日本プロ野球史上266人目の通算1000本安打達成[237]
  - オリックス・バファローズは一軍打撃コーチの正田耕三を同日付で球団本部長付とし、二軍打撃コーチの小川博文を一軍打撃コーチに就任[238]
- 8月27日
  - 東北楽天ゴールデンイーグルスの田中将大が、対ソフトバンク戦（Kスタ宮城）で日本プロ野球史上2位となる毎回奪三振18で5対0で完封勝利し、球団タイ記録の7連勝[239]
- 8月28日
  - 阪神タイガースの藤川球児が、日本プロ野球史上87人目の通算500試合登板[240]
  - 埼玉西武ライオンズの西口文也が、北海道日本ハムファイターズ戦（西武ドーム）で1対0で完封勝利。日本プロ野球記録としていた2006年6月2日の対巨人戦での完投負け以来の102試合連続無完投をストップ。また38歳11か月での完封は球団最年長記録[241]

### 9月
- 9月1日
  - 中日ドラゴンズの井端弘和が、ドーピング検査で禁止薬物に陽性反応を示したとして、NPBは井端と球団に制裁金300万円の処分を科した。日本人選手のドーピング違反者が出たのはNPB史上初[242]
- 9月3日
  - 広島東洋カープの石井琢朗が、中日ドラゴンズ戦で球団最年長記録となる41歳0か月での本塁打[243]。
  - 中日ドラゴンズの岩瀬仁紀が日本プロ野球史上初の300セーブを達成[244][245]。
  - 福岡ソフトバンクホークスのアレックス・カブレラが対西武戦（西武ドーム）で右中間へ同年10号本塁打を打ち、外国人選手最多タイの11年連続2桁本塁打[246]
  - NPB審判員の森健次郎がヤクルト対巨人戦（神宮）で史上12人目の通算1500試合出場[247]
- 9月5日
  - パ・リーグ理事会は翌年の開幕戦を2009年上位3球団（日本ハム、楽天、ソフトバンク）の主催試合で行うことを確認した。本来予定の同年3月25日開幕戦が東日本大震災で延期となったため[248]
  - プロ野球実行委員会はクライマックスシリーズと日本シリーズについて、同年のシーズン戦で導入した3時間半ルールを適用せず、従来通り時間無制限（CSは延長12回、日本シリーズは延長15回まで）で行うことを確認した[249]
- 9月6日
  - 読売ジャイアンツはラスティ・ライアルに対し、3日の対ヤクルト戦（神宮）で試合終了前にベンチを離れたとして、罰金を科したことを明らかにした。ライアルによれば負傷した足の治療のためとされる[250]
- 9月7日
  - 千葉ロッテマリーンズが、埼玉西武ライオンズ戦（西武ドーム）に2対0で勝利し、球団通算4000勝達成[251]
- 9月9日
  - 読売ジャイアンツと東京ドームはこの日から、日本政府から出されていた電力使用制限令の解除に伴い、これまで減灯していた東京ドームでのグラウンド照明を前年並みに戻した[252]
  - 広島東洋カープの栗原健太が、日本プロ野球通算150本塁打達成[253]
  - 福岡ソフトバンクホークスの杉内俊哉が、日本プロ野球史上165人目の通算1500投球回達成[254]
- 9月10日
  - 東京ヤクルトスワローズの久古健太郎が、阪神タイガース戦（神宮）の7回表に登板、セ・リーグ記録を更新する22連続試合無失点[255]。
- 9月11日
  - 中日ドラゴンズの荒木雅博が、日本プロ野球通算1500安打達成[256]。史上111人目[257]。
- 9月13日
  - 阪神タイガースの鳥谷敬が日本プロ野球史上8人目の通算1000試合連続出場[258]。試合は6対4で中日が勝利し、中日の浅尾拓也が日本プロ野球タイ記録の通算154ホールドポイント[259]
- 9月15日
  - 北海道日本ハムファイターズの監督の梨田昌孝が同年限りでの退任を表明[260]。
- 9月17日
  - 中日ドラゴンズの浅尾拓也が読売ジャイアンツ戦（東京ドーム）で8回から2番手で登板し、日本プロ野球新記録の通算155ホールドポイント[261]
- 9月18日
  - ウエスタン・リーグは中日が対ソフトバンク戦（ナゴヤ球場）に4対1で勝利し、2年ぶり16度目のリーグ優勝達成[262]
  - 千葉ロッテマリーンズの球団社長の瀬戸山隆三が同年限りでの辞任を表明[263]
- 9月19日
  - 埼玉西武ライオンズの中村剛也が、日本プロ野球史上96人目の通算200本塁打達成[264]。
  - 中日ドラゴンズの谷繁元信が通算350二塁打、史上32人目[265]。
- 9月20日
  - 中日ドラゴンズの岩瀬仁紀が、横浜ベイスターズ戦（横浜）で9回一死一、二塁の場面で登板し、2安打1失点の内容でセーブを記録し、自己の日本プロ野球記録を更新する7年連続30セーブ[266]
- 9月21日
  - 台風15号の影響により、東京ドームでの巨人対横浜戦、西武ドームでの西武対日本ハム戦などが試合中止。東京ドームでの台風による試合中止は2002年10月1日以来で5度目。西武ドームでの台風による試合中止は2001年8月22日以来2度目[267]
  - 東京ヤクルトスワローズのアーロン・ガイエルが、同年限りでの引退を表明[268]。
  - 阪神タイガースは、育成選手のマルコス・ベキオナチに戦力外通告[269]
- 9月22日
  - 中日ドラゴンズは、監督の落合博満の契約満了に伴う退任と、後任の監督に野球解説者の高木守道の就任を発表[270]。高木の71歳での監督就任は2006年に楽天に就任した時の野村克也に並ぶ日本プロ野球最年長記録[271]
- 9月24日
  - 東京ヤクルトスワローズの畠山和洋が、中日ドラゴンズ戦（ナゴヤドーム）でエンジェルベルト・ソトから2点本塁打を打ち、セ・リーグ史上通算45000本塁打[272]
- 9月25日 - 福岡ソフトバンクホークスが、東北楽天ゴールデンイーグルス戦（Kスタ宮城）で2対1で勝利し、クライマックスシリーズ進出決定。同試合で内川聖一が日本プロ野球史上446人目の通算1000試合出場[273]
- 9月26日
  - 広島東洋カープのチャッド・トレーシーが自由契約選手としてコミッショナー公示[274]
- 9月27日
  - オリックス・バファローズの平野佳寿が、パ・リーグタイ記録のシーズン41ホールドポイント[275]
- 9月28日
  - 阪神タイガースの新井貴浩が、日本プロ通算250号本塁打達成[276]。
  - 中日ドラゴンズはフェリックス・カラスコと育成選手のカンディド・ヘススに戦力外通告したことを発表[277]
  - 読売ジャイアンツの阿部慎之助が、横浜ベイスターズ戦（横浜）で捕手による連続守備機会無失策を1709として、セ・リーグ記録を更新[278]
  - 北海道日本ハムファイターズの武田久が、福岡ソフトバンクホークス戦（ヤフードーム）で日本プロ野球通算100セーブとして、パ・リーグ初の100セーブと100ホールド[279]
- 9月29日
  - 東京ヤクルトスワローズは、石井弘寿の同年限りの現役引退を発表[280]
- 9月30日
  - 東京ヤクルトスワローズは濱中治の同年限りの現役引退を発表[281]
  - イースタン・リーグは日本ハムが対ロッテ戦（ロッテ浦和球場）に1対2で敗れたものの、2位の巨人が敗れたため、日本ハムの7年ぶり7度目のリーグ優勝達成[282]。
  - 福岡ソフトバンクホークスは二軍バッテリーコーチの山倉和博からの健康上の理由による辞任の申し入れの了承と[283]、同内野守備走塁コーチの湯上谷竑志と同外野守備走塁コーチの五十嵐章人の退団をそれぞれ発表[284]

### 10月
- 10月1日
  - 福岡ソフトバンクホークスが、埼玉西武ライオンズ戦（西武ドーム）に3対0で勝利し、2年連続15度目のパ・リーグ優勝達成[285]
  - 広島東洋カープは二軍監督の山崎立翔の辞任を発表、二軍打撃コーチの内田順三が代行をつとめる[286]
  - 読売ジャイアンツは、ラスティ・ライアルとの契約の解除を発表[287]
  - 東北楽天ゴールデンイーグルスの松井稼頭央が対オリックス戦（京セラドーム）の初回に右中間へ二塁打を打ち、日本プロ野球史上57人目の通算300二塁打[288]
- 10月2日
  - 福岡ソフトバンクホークスの多村仁志が、日本プロ野球通算1000安打[289]
  - 東京ヤクルトスワローズは、横浜ベイスターズ戦（横浜スタジアム）の4回表に畠山和洋がソロ本塁打を打ち、日本プロ野球史上10球団目の球団通算7000号本塁打[290]
- 10月4日
  - 横浜ベイスターズの中村紀洋が、日本プロ野球史上43人目の通算2000試合出場[291]
  - 中日ドラゴンズの和田一浩が、対広島戦（ナゴヤドーム）で日本プロ野球史上173人目の通算1500試合出場[292]
  - 中日ドラゴンズは、打撃コーチの石嶺和彦と投手コーチの高木宣宏と翌年の契約を結ばないことを発表[293]
  - オリックス・バファローズの平野佳寿が、埼玉西武ライオンズ戦（西武ドーム）でパ・リーグ新記録のシーズン46ホールドポイント[294]
- 10月5日
  - オリックス・バファローズの田口壮がこの日までに球団から戦力外通告を受けていたことを認めた[295]
  - 中日ドラゴンズの浅尾拓也が、対広島戦（ナゴヤドーム）で前年の自身の記録を更新する、球団記録のシーズン73試合登板[296]
- 10月6日
  - 埼玉西武ライオンズの西口文也が、日本プロ野球通算2000奪三振達成[297]
  - 横浜ベイスターズの早川大輔が、同年限りの現役引退を発表[298]
  - 中日ドラゴンズは以下の9コーチと翌年の契約を結ばないことを発表、（）は担当。森繁和（ヘッド）、辻発彦（総合）、小林誠二（投手）、田村藤夫（バッテリー）、笘篠誠治（外野守備走塁）、高柳秀樹（野手）、奈良原浩（野手）、垣内哲也（野手）、勝崎耕世（コンディショニング）[299]
- 10月7日
  - 臨時オーナー会議が開かれ、日本代表チームの常設化を決定。また翌年のオールスターゲームの第3戦を岩手県盛岡市で開催することを正式に決定。同年の日本シリーズの冠スポンサーにコナミがつくことが承認された[300]
  - 福岡ソフトバンクホークスは、清水将海の同年限りでの現役引退と、同選手の二軍バッテリーコーチへの就任と、二軍スタッフの高波文一の二・三軍外野守備走塁コーチへの就任をそれぞれ発表[301]
  - 横浜ベイスターズは、日本プロ野球史上11球団目の通算3500勝目達成[302]
- 10月8日
  - ファーム日本選手権がサンマリンスタジアム宮崎で行われ、中日が日本ハムに4対3で勝利し、2年ぶり6度目の優勝達成。MVPは中日の前田章宏[303]
- 10月9日
  - 東北楽天ゴールデンイーグルスは、山﨑武司を自由契約としたことを発表[304]。また鎌田祐哉、寺田龍平、石田隆司、木谷寿巳、岡本真或、栂野雅史、松本輝と育成選手の佐藤充に戦力外通告したことを発表[305]
  - 福岡ソフトバンクホークスは、有馬翔、高橋徹と育成選手の内田好治、大城祐二、大西宏明に対し戦力外通告した事を発表[306]
  - オリックス・バファローズは、坪井智哉、長谷川昌幸、小島心二郎、梶本達哉に戦力外通告したことを発表[307]
  - 埼玉西武ライオンズは、G.G.佐藤、石井義人、野田浩輔、岩﨑哲也、山崎敏、朱大衛に戦力外通告したことを発表[308]
  - 東京ヤクルトスワローズは高市俊、佐藤賢、高木啓充、吉川昌宏、岡本直也、衣川篤史、吉本亮、中尾敏浩に戦力外通告したことを発表[309]
  - 千葉ロッテマリーンズは、坪井俊樹、那須野巧、宮本裕司、定岡卓摩と育成選手の吉田真史に戦力外通告したことを発表[310]
  - 横浜ベイスターズは、大家友和、秦裕二、杉原洋、松山傑、橋本将、稲田直人、喜田剛に戦力外通告したことを発表[311]
  - 読売ジャイアンツは、黄志龍と川口寛人に戦力外通告したことを発表[312]
  - 阪神タイガースは、下柳剛、杉山直久、桟原将司、阿部健太、桜井広大、葛城育郎と育成選手の髙田周平と田中慎太朗に戦力外通告したことを発表[313][314]
  - 千葉ロッテマリーンズは対楽天戦（Kスタ宮城）に3対4で敗れ、今シーズンの最下位が決定。前年日本シリーズ優勝のチームが最下位になるのは史上3球団目、パ・リーグでは初[315]
  - 阪神タイガースのマット・マートンが、対横浜戦（横浜）で、球団タイ記録の28試合連続安打[316]
- 10月10日
  - 阪神タイガースのマット・マートンが、球団新記録および日本プロ野球の外国人選手タイ記録の29試合連続安打[317]
- 10月11日
  - 北海道日本ハムファイターズは、西武戦（札幌ドーム）に3対0で勝利し、クライマックスシリーズに進出決定[318]
  - 中日ドラゴンズは、ヤクルト戦（ナゴヤドーム）に3対1で勝利し、クライマックスシリーズに進出決定[319]
  - 阪神タイガースのマット・マートンが、巨人戦（東京ドーム）で2回に東野峻から左前安打を打ち、外国人選手新記録の30試合連続安打[320]
  - 横浜ベイスターズは、広島戦（マツダ）で5人の投手を起用し、シーズン登板投手が延べ629人となり、日本プロ野球最多記録を更新[321]
- 10月12日
  - オリックス・バファローズの平野佳寿が、日本ハム戦（京セラドーム）で、パ・リーグ新記録のシーズン41ホールド[322]
  - 埼玉西武ライオンズは、ロッテ戦（西武ドーム）に11対3で勝利し、西口文也が球団最年長記録を更新する39歳での10勝目[323]
- 10月13日
  - オリックス・バファローズは田口壮に戦力外通告したことを発表[324]
  - 広島東洋カープは、菊地原毅、林昌樹、宮崎充登、川口盛外と育成選手の松田翔太に戦力外通告したことを発表[325]。菊地原は育成選手で契約[326]
- 10月14日
  - 福岡ソフトバンクホークスの森本学が現役引退を発表[327]
- 10月15日
  - 東京ヤクルトスワローズが、横浜戦で3対1に勝利し、4位の阪神が広島に0対2で敗れたことで、ヤクルトのクライマックスシリーズに進出決定[328]
- 10月16日
  - 阪神タイガースは、監督の真弓明信の辞任を発表[329]
- 10月18日
  - 中日ドラゴンズは、横浜戦（横浜）に延長10回を3対3で引き分け、球団史上初の2年連続で9度目のセ・リーグ優勝達成[330]。同試合で横浜の筒香嘉智が日本プロ野球タイ記録の1試合5三振[331]
- 10月18日
  - 埼玉西武ライオンズが日本ハム戦（西武ドーム）に4対3で勝利し、オリックス・バファローズがソフトバンク戦（京セラドーム）に4対1で敗れたことで西武のクライマックスシリーズ進出が決定[332]
  - 前西武二軍打撃コーチの大久保博元が、西武に対し契約解除の無効確認と損害賠償を求めていた訴訟で、大久保が自らの主張に理由がないと認める請求放棄したことが明らかになった。大久保の弁護士によれば、大久保が楽天からコーチ就任の打診があったので、その支障となるため断念したとしている[333]
- 10月19日
  - 北海道日本ハムファイターズは、ウィルフィン・オビスポと加藤武治に戦力外通告したことを発表[334]
- 10月20日
  - 東北楽天ゴールデンイーグルスは、二軍バッテリーコーチの高浦己佐緒、打撃担当育成チーフコーチの安部理、野手担当育成コーチの永池恭男、投手担当育成コーチの吉田豊彦と翌年の契約を結ばないことを発表[335]
- 10月21日
  - オリックス・バファローズは、李承燁の退団を発表[336]
  - 埼玉西武ライオンズは、ライアン・マルハーンに戦力外通告したことを発表[337]
  - 横浜ベイスターズの大原慎司が、対阪神戦（甲子園）でセ・リーグ新記録の新人で70試合登板[338]
- 10月22日
  - パ・リーグのシーズン公式戦の全日程が終了。ソフトバンクの内川聖一が史上2人目の両リーグで首位打者。楽天の田中将大が最多勝、最優秀防御率、最優秀投手の三冠を獲得。西武の中村剛也が本塁打と打点の二冠を獲得[339]
  - 福岡ソフトバンクホークスの川﨑宗則、本多雄一、松田宣浩がシーズン公式戦フルイニング出場。1チームから3人出たのは日本プロ野球史上初[340]
  - 読売ジャイアンツは育成選手の木村正太、神田直輝、杉山晃紀、福泉敬大、谷内田敦士、李昱鴻、アダム・ブライトに戦力外通告したことを発表[341]
  - 読売ジャイアンツは、最終戦となった横浜戦（東京ドーム）で1対2で迎えた9回裏無死満塁から、代打の長野久義が日本プロ野球史上8人目の代打逆転サヨナラ満塁本塁打で5対2で勝利、最終戦での達成は史上初[342]。またこの本塁打はセ・リーグ史上1000本目の満塁本塁打となった[343]。なおこの試合が「横浜ベイスターズ」として最後の試合ともなった
  - 横浜ベイスターズは、監督の尾花高夫と一軍コーチ全員の休養を発表[344]
  - 千葉ロッテマリーンズは同年のチーム本塁打が球団最少記録の46本に終わり、チーム最高は井口資仁の9本で、最高が一桁だったのも球団初で、日本プロ野球では50年ぶり。同年本塁打王の西武の中村剛也の48本を下回り、本塁打王を下回ったのは同じく47年ぶり[345]
- 10月23日
  - 中日ドラゴンズは中川裕貴に戦力外通告したことを発表[346]
- 10月24日
  - 広島東洋カープの豊田清が、同年限りでの現役引退を発表[347]
  - オリックス・バファローズは、朴賛浩、マイク・ヘスマン、フランシスコ・カラバイヨに戦力外通告したことを発表[348]
- 10月25日
  - セ・リーグのシーズン公式戦の全日程が終了[349]
  - 阪神タイガースは、ヘッドコーチの木戸克彦、野手チーフコーチの岡義朗、投手コーチの久保康生、トレーニングコーチ補佐の海老野貴勇の退団を発表[350]
- 10月27日
  - プロ野球ドラフト会議が開催[351]
- 10月28日
  - 阪神タイガースは、新監督に一軍打撃コーチの和田豊の就任を発表[352]
- 10月29日
  - 中日ドラゴンズが佐伯貴弘と河原純一に対し戦力外通告[353]
  - オリックス・バファローズは、内野守備走塁コーチの松山秀明と翌年の契約をしないことを発表[354]
  - セ・リーグクライマックスシリーズのファーストステージの第1戦（神宮）はヤクルトが巨人に3対2で勝利し、9回二死から登板したヤクルトの林昌勇がポストシーズン史上初の1球セーブを記録[355]
- 10月30日
  - パ・リーグクライマックスシリーズファーストステージの第2戦（札幌ドーム）が行われ、西武が日本ハムに8対1で勝利しファイナルステージ進出が決定[356]
  - 東北楽天ゴールデンイーグルスは、外野守備走塁コーチの関川浩一の退団を発表[357]
- 10月31日
- セ・リーグクライマックスシリーズのファーストステージの第3戦（神宮）が行われ、ヤクルトが巨人に3対1で勝利し、ヤクルトが2勝1敗で初のファイナルステージ進出決定[358]。これまで3年間のセ・リーグのファイナルステージはすべて巨人と中日の間で行われており、それ以外の球団が進出するのは初[359]
  - 阪神タイガースは、一軍ヘッドコーチに有田修三、外野守備走塁コーチに関川浩一がそれぞれ就任することを発表[360]
  - 東北楽天ゴールデンイーグルスは一軍打撃コーチに大久保博元、二軍打撃コーチに田代富雄、二軍バッテリーコーチに大石知宜がそれぞれ就任することを発表[361]

### 11月
- 11月1日
  - 東日本大震災の影響でシーズン公式戦がずれこんだため初の選出となった、10月度の月間MVPが発表され、パ・リーグの投手部門で楽天の田中将大が6、7月に続きパ・リーグ史上初の年間3度目の受賞[362]
  - 中日ドラゴンズはジョエル・グスマンと育成選手の小林高也に戦力外通告したことを発表[363]
  - 読売ジャイアンツは、育成選手の尾藤竜一、籾山幸徳、土井健大に戦力外通告したことを発表[364]。またバッテリーコーチに秦真司、新設の一軍戦略コーチに橋上秀樹がそれぞれ就任と、打撃コーチの吉村禎章、投手コーチの香田勲男、二軍投手コーチの小谷正勝の退団を発表[365]
  - 横浜ベイスターズはルイス・ゴンザレスに翌年の契約を結ばないことを発表[366]
  - オリックス・バファローズは小林雅英の現役引退とコーチへの就任を発表[367]。また8月に打撃コーチから球団本部長付に異動していた正田耕三の退団と、育成担当コーチの福間納と契約を結ばないことを発表[368]
  - 東北楽天ゴールデンイーグルスは、育成選手の松井宏次に戦力外通告したことを発表[369]
  - 阪神タイガースは、二軍育成コーチの遠山奨志と翌年の契約を結ばないことを発表[370]
- 11月2日
  - 阪神タイガースは、二軍投手コーチに湯舟敏郎の就任を発表[371]。また二軍バッテリーコーチの嶋田宗彦のスコアラーへの就任を発表[372]
  - 読売ジャイアンツは、二軍投手コーチに同年限りで現役引退した前広島の豊田清の就任を発表[373]
- 11月3日
  - オリックス・バファローズは、育成選手のウィルソン・マトスと戦力外通告したことを発表[374]
  - 北海道日本ハムファイターズの新監督に、野球解説者の栗山英樹が就任[375]
  - セ・リーグクライマックスシリーズファイナルステージ第2戦（ナゴヤドーム）で、ヤクルトの山田哲人が1番、遊撃手で高卒新人選手では初のCS先発出場。山田はこの試合が一軍公式戦初出場で、シーズン公式戦未出場の新人選手のCS出場は史上2人目、先発では初。試合は3対1でヤクルトが勝利[376]
- 11月4日
  - 横浜ベイスターズが、東京放送ホールディングスからディー・エヌ・エーへ球団譲渡されることが正式に合意され、この日の両社の株主総会と球団の株主総会で承認。新球団名は「横浜DeNAベイスターズ」としてNPBに加盟申請[377]
  - 読売ジャイアンツは、二軍守備走塁コーチの森脇浩司の退団を発表[378]
- 11月5日
  - パ・リーグのクライマックスシリーズファイナルステージ第3戦（ヤフードーム）が行われ、ソフトバンクが西武に延長10回無死一、二塁から長谷川勇也が二塁打で2対1でサヨナラ勝利し、3連勝で4勝0敗として、8年ぶり14度目の日本シリーズ出場決定。これまでCSでは6度出場ですべて敗退しており7度目で初のCSを勝ち抜きで、2005年にダイエーからソフトバンクとなってからは初の日本シリーズ出場となった[379]。長谷川はこの試合4安打で1試合4安打はポストシーズンタイ記録で、4安打とサヨナラ安打は史上初[380]。MVPにはソフトバンクの内川聖一が選出[381]
- 11月6日
  - セ・リーグのクライマックスシリーズファイナルステージ第5戦（ナゴヤドーム）が行われ、中日が2対1でヤクルトに勝利し、4勝2敗で2年連続日本シリーズ進出決定。MVPは中日の吉見一起[382]
- 11月7日
  - 東北楽天ゴールデンイーグルスは、ソフトバンクから小斉祐輔を金銭トレードで獲得したことを発表[383]。また二軍投手コーチに元オリックスの酒井勉が就任することを発表[384]
  - 埼玉西武ライオンズは、投手コーチの小野和義と石井丈裕、守備走塁コーチの鈴木康友、打撃コーチ補佐の熊澤とおる、コンディショニングコーチの南谷和樹と翌年の契約を結ばないことを発表[385]
- 11月8日
  - 埼玉西武ライオンズはトレーニングコーチの大迫幸一の退団を発表[386]
  - オリックス・バファローズは、高島毅に戦力外通告したことを発表[387]
- 11月9日
  - 福岡ソフトバンクホークスの柴原洋が、同年限りの現役引退を発表[388]
- 11月10日
  - 北海道日本ハムファイターズは、大平成一、渡部龍一、ダース・ローマシュ匡、松坂健太に戦力外通告したことを発表[389]。また二軍バッテリーコーチの徳田吉成と二軍投手コーチの関根裕之と契約を結ばないことと[390]、一軍打撃コーチに渡辺浩司と、二軍総合コーチに西俊児の就任も発表[391]
  - 埼玉西武ライオンズは、一軍守備走塁コーチに奈良原浩の就任を発表[392]
- 11月11日
  - 東北楽天ゴールデンイーグルスは、中谷仁と丈武に戦力外通告したことを発表[393]
  - 中日ドラゴンズは、長峰昌司、中村一生、水田圭介、木下達生、佐伯貴弘、河原純一に戦力外通告したことを発表[394]
  - オリックス・バファローズは、下山真二の現役引退と二軍外野守備走塁コーチへの就任を発表[395]
  - 読売ジャイアンツの球団代表の清武英利が、「読売巨人軍のコンプライアンス上の重大な件」として文部科学省記者クラブで会見を行い、同球団のコーチ人事についてオーナーの渡邊恒雄が介入し、対立してると批判（清武の乱）[396]
- 11月12日
  - 日本シリーズが開幕。第1戦（ヤフードーム）は中日がソフトバンクに延長10回に2対1で勝利した。ソフトバンクの15三振は延長ではシリーズ史上最多記録[397]
  - 読売ジャイアンツのオーナーの渡邊恒雄が前日の球団代表の清武英利の記者会見での自身への批判に対し、名誉毀損であると反論の談話を発表[398]
- 11月13日
  - 埼玉西武ライオンズは、以下の選手の背番号の変更を発表。岡本篤志が59から22へ、星孝典が61から25へ、原拓也が43から5へ、中﨑雄太が21から46へそれぞれ変更[399]
  - 日本シリーズの第2戦（ヤフードーム）は延長10回に2対1で中日がソフトバンクに勝利。第1戦と第2戦が延長となるのは日本シリーズ史上初[400]。敗戦投手の馬原孝浩は日本シリーズタイ記録の2戦連続敗戦投手で、この試合の勝利投手の平井正史が1995年に記録して以来、史上8人目[401]
- 11月14日
  - 東北楽天ゴールデンイーグルスは、金炳賢、ランディー・ルイーズ、塩川達也、平石洋介に戦力外通告したことを発表[402]
  - 沢村栄治賞は楽天の田中将大が初の受賞[403]
- 11月15日
  - 東北楽天ゴールデンイーグルスは一軍内野守備走塁コーチに鈴木康友が就任することを発表[404]
  - オリックス・バファローズは、加藤大輔に戦力外通告したことを発表[405]
- 11月16日
  - 読売ジャイアンツは、マイケル中村、中里篤史、上野貴久、紺田敏正に戦力外通告したことを発表[406]
- 11月17日
  - 北海道日本ハムファイターズは、林昌範と菊地和正に戦力外通告したことを発表[407]
  - 埼玉西武ライオンズは中田祥多に戦力外通告したことを発表[408]
  - 日本シリーズの第5戦（ナゴヤドーム）はソフトバンクが中日に5対0で勝利し、対戦成績を3勝2敗として優勝に王手をかけた。勝利投手の山田大樹は育成選手出身ではパ・リーグ史上初の日本シリーズでの勝利投手[409]
- 11月18日
  - 東北楽天ゴールデンイーグルスは、大廣翔治の現役引退を発表[410]
  - 千葉ロッテマリーンズは、育成選手の林彦峰が自由契約公示されたことを発表[411]
  - 埼玉西武ライオンズは、トレーニングコーチに黒川春樹が就任したことを発表[412]
  - 読売ジャイアンツは球団代表の清武英利を、球団の名誉、信用を傷つけたとして、すべての職の解任を発表[413]。清武の後任の球団代表には副代表の原沢敦、また球団オーナーに読売新聞東京本社社長の白石興二郎の就任が発表[414]
- 11月19日
  - 千葉ロッテマリーンズは、ビル・マーフィーと金泰均に戦力外通告したことを発表[415]。
  - 日本シリーズの第6戦(福岡ドーム)は2対1で中日がソフトバンクに勝利し、3勝3敗のタイとした。中日の6戦連続2得点以下は史上最長記録。また6戦連続でビジターチームの勝利も同新記録[416]
- 11月20日
  - 日本シリーズの第7戦（福岡ドーム）は3対0でソフトバンクが中日に勝利し、4勝3敗で8年ぶり5度目、ソフトバンクとなってからは初の日本シリーズ優勝達成[417]MVPは小久保裕紀が受賞、40歳での受賞は史上最年長記録[418]
- 11月21日
  - 東北楽天ゴールデンイーグルスは、東京ヤクルトスワローズから川島亮を金銭トレードで獲得したことを発表[419]
  - 福岡ソフトバンクホークスは、藤田宗一に戦力外通告したことを発表[420]
  - 東北ヤクルトスワローズは、現役引退した石井弘寿の二軍育成コーチへの就任を発表[421]
  - オリックス・バファローズは、前田大輔の現役引退を発表[422]
  - 読売ジャイアンツは、脇谷亮太、土本恭平、古川祐樹、斎藤圭祐、円谷英俊、山本和作を自由契約としたことを発表[423]。脇谷以外の5人は同月25日に育成選手で再契約[424]、脇谷は12月1日に育成選手で再契約[425]
- 11月22日
  - 東北楽天ゴールデンイーグルスは、ライアン・スパイアーとロムロ・サンチェスに戦力外通告したことを発表[426]
  - 埼玉西武ライオンズの後藤武敏と、横浜ベイスターズの武山真吾が交換トレード[427]
- 11月24日
  - 埼玉西武ライオンズは、前阪神の桟原将司の獲得を発表[428]
  - 阪神タイガースは、育成選手の玉置隆、吉岡興志、黒田祐輔、藤井宏政と再契約で合意したことを発表[429]
  - 東京ヤクルトスワローズは、前中日の水田圭介と元阪神などで同年はBCリーグの新潟アルビレックスでプレーしていた正田樹の獲得を発表[430]
- 11月24日
  - ゴールデングラブ賞が発表。セ・リーグの三塁手部門でヤクルトの宮本慎也が40歳11か月で史上最年長で受賞。球団別ではソフトバンクが最多の4人。初受賞は8人[431]
- 11月25日
  - 東北楽天ゴールデンイーグルスは、藤原紘通と中川大志を支配下選手から育成選手に変更することを発表[432]
  - 東京ヤクルトスワローズは、前中日の木下達生の獲得を発表[433]
  - 埼玉西武ライオンズは、戦力外通告した中田祥多を育成選手で再契約したことを発表[434]
  - 横浜ベイスターズは、ブレット・ハーパーと翌年の契約をしないことを発表[435]
  - 中日ドラゴンズは育成選手の斉藤信介を支配下選手登録したことを発表[436]
- 11月27日
  - 東北楽天ゴールデンイーグルスは以下の選手の背番号の変更を発表。牧田明久が63から5へ、内村賢介が0から6へ、松井稼頭央が32から7へ、枡田慎太郎が68から32へ、銀次が67から33へ[437]。また支配下選手から育成選手となった藤原紘通が15から121、中川大志が56から156にそれぞれ変更[438]
  - 千葉ロッテマリーンズは、川越英隆の同年限りの現役引退と、同球団の二軍投手コーチへの就任を発表[439]
- 11月28日
  - 東北楽天ゴールデンイーグルスは、二軍外野守備走塁コーチに米村理と、野手担当育成コーチに平石洋介がそれぞれ就任することを発表[440]
  - 福岡ソフトバンクホークスは、内川聖一の背番号を24から1、長谷川勇也の背番号を30から24へ変更することを発表[441]
  - 広島東洋カープは、育成選手の中谷翼と中村憲と再契約したことを発表[442]
  - 両リーグのベストナインが発表。三塁手のヤクルトの宮本慎也がセ・リーグ最年長記録を更新する40歳11か月での初受賞[443]
- 11月29日
  - 広島東洋カープは、上野弘文の背番号を19から12へ、同じく武内久士が12から54へ変更することを発表[444]
  - アジアシリーズの決勝戦が行われ、ソフトバンクが韓国KBOの三星ライオンズに3対5で敗れ、日本のチームで初めて優勝を逃した[445]
- 11月30日
  - 千葉ロッテマリーンズは、ホセ・カスティーヨに戦力外通告したことを発表[446]
  - 北海道日本ハムファイターズは、前巨人の紺田敏正の獲得を発表。前年オフに日本ハムから巨人に移籍で、1年ぶりの復帰[447]
  - 福岡ソフトバンクホークスは、戦力外通告とした有馬翔と豊福晃司と育成選手で再契約したことを発表[448]

### 12月
- 12月1日
  - 北海道日本ハムファイターズは、ボビー・スケールズの退団を発表[449]
  - オーナー会議で横浜ベイスターズを球団買収したDeNAの参入が承認[450]。また2013年に開催予定のワールド・ベースボール・クラシックへの参加を表明[451]
  - 両リーグのMVPに、セ・リーグは中日の浅尾拓也、パ・リーグはソフトバンクの内川聖一を選出、共に初受賞[452]
- 12月2日
  - 埼玉西武ライオンズは、戦力外通告した中田祥多と育成選手で再契約を結んだことを発表[453]
  - 読売ジャイアンツは、新外国人選手のスコット・マシソンの獲得を発表[454]
  - オリックス・バファローズは、戦力外通告した小林賢司、延江大輔、山崎正貴、甲斐拓哉と育成選手で再契約したことを発表[455]
  - 横浜DeNAベイスターズは前横浜ベイスターズの球団社長の加地隆雄が同日付で退任し、DeNAの球団会長に就任することを発表[456]。また新監督に前年西武を退団した工藤公康に就任要請したことが明らかになった[457]
  - 福岡ソフトバンクホークスは、新外国人選手のウィリー・モー・ペーニャの獲得を発表[458]
  - 保留選手名簿とそれから外れた自由契約選手122人が公示[459]
- 12月4日
  - 北海道日本ハムファイターズは、二軍バッテリーコーチに福沢洋一が就任したことを発表[460]
- 12月5日
  - 横浜DeNAベイスターズは、GMに前ヤクルト監督の高田繁の就任を発表[461]。また監督に就任要請し、就任が確実視されていた工藤公康の起用を断念したことも発表[462]
  - 読売新聞グループと巨人は前巨人球団代表の清武英利に対し、総額1億円の損害賠償を求め東京地方裁判所に提訴[463]
  - オリックス・バファローズは、新外国人選手の李大浩の獲得を発表[464]
- 12月6日
  - 東北楽天ゴールデンイーグルスは前横浜の稲田直人、前オリックスの加藤大輔、前ロッテの定岡卓摩と契約合意したことを発表[465]
  - 埼玉西武ライオンズの炭谷銀仁朗の登録名を「銀仁朗」から「炭谷」に変更、また背番号を2から27へ変更することも発表[466]
  - 読売ジャイアンツは、前西武の石井義人と前楽天の中谷仁の獲得と、前中日の小林高也を育成選手で獲得を発表[467]
- 12月7日
  - 北海道日本ハムファイターズは、2009年まで在籍した前横浜のターメル・スレッジとの契約合意を発表[468]
  - 東京ヤクルトスワローズは川端慎吾の背番号を36から5へ、同じく加藤幹典が16から46へ、守備走塁コーチの飯田哲也が85から88へそれぞれ変更することを発表[469]
- 12月7日（米時間）
  - 埼玉西武ライオンズからポスティングシステムでのMLB移籍を目指していた、中島裕之の独占交渉権をニューヨーク・ヤンキースが獲得したことをMLB機構が発表[470]
- 12月8日
  - 東北楽天ゴールデンイーグルスの松崎伸吾と、阪神タイガースの上園啓史が交換トレード[471]
  - 中日ドラゴンズは、前楽天の山﨑武司の入団を発表、背番号は7[472]
  - 横浜DeNAベイスターズからFAの村田修一が巨人への移籍を表明[473]
  - 横浜DeNAベイスターズは、前巨人のアレックス・ラミレスの獲得を発表[474]
- 12月8日（日本時間）
  - 横浜DeNAベイスターズからポスティングシステムでのMLB移籍を目指していた真田裕貴の入札申請が8日（米時間7日）に締め切られ、入札球団がなかったことが判明。日本人選手で入札がなかったのは史上4人目（5度目）[475]
- 12月9日
  - 横浜DeNAベイスターズは、新監督に野球解説者の中畑清の就任を発表[476]
  - 現役復帰を目指していた工藤公康が現役引退を自身のブログで明らかにした[477]
- 12月11日
  - 東北楽天ゴールデンイーグルスは、前西武のホセ・フェルナンデスの3年ぶりの復帰と[478]、新外国人選手のルイス・テレーロとの契約合意を発表[479]。また河田寿司の背番号が27から99へ変更したことを発表[480]
  - 横浜DeNAベイスターズは、巨人からFAの鶴岡一成と、前日本ハムの林昌範、菊池和正の獲得を発表[481]
- 12月12日
  - 東北楽天ゴールデンイーグルスの楠城祐介と、東京ヤクルトスワローズの橋本義隆が交換トレード[482]
- 12月13日
  - 中日ドラゴンズは、髙島祥平の背番号が35から68へ、斉藤信介の背番号が203から48へそれぞれ変更したことを発表[483]
- 12月14日
  - 埼玉西武ライオンズは、ランディ・ウィリアムスとエステバン・ヘルマンの獲得を発表[484]
  - 東北楽天ゴールデンイーグルスの田中将大が、仙台市内で乗用車を運転中に自転車に衝突し、重傷を負わせる人身事故を起こした[485]
- 12月14日（米時間）
  - 福岡ソフトバンクホークスからFAの和田毅がMLBボルチモア・オリオールズと2年契約を結んだことをオリオールズが発表[486]
- 12月15日
  - オリックス・バファローズは、前巨人の高橋信二の獲得を発表[487]
- 12月16日
  - 読売ジャイアンツは、前ソフトバンクのD.J.ホールトンの獲得を発表[488]
- 12月18日
  - 埼玉西武ライオンズは、エンリケ・ゴンザレスの獲得を発表[489]
  - ポスティングシステムでのMLB移籍を目指していた、ヤクルトの青木宣親の入札球団がミルウォーキー・ブルワーズであることが、ヤクルトの球団公式サイトで明らかになった[490]
- 12月21日
  - 埼玉西武ライオンズは、クリス・カーターの獲得を発表[491]
- 12月22日
  - 埼玉西武ライオンズは、二軍トレーニングコーチに中野達也の就任を発表[492]
- 12月23日
  - 埼玉西武ライオンズからFAの帆足和幸がソフトバンクへの入団が発表、背番号は11[493]。これに伴い、小椋真介の背番号が16に変更[494]
  - 埼玉西武ライオンズは、前巨人のマイケル中村の獲得を発表[495]
    - 福岡ソフトバンクホークスからFAの杉内俊哉が、巨人への入団を発表[496]

  - 読売ジャイアンツからFAの大村三郎がロッテとの契約に合意したことを発表。登録名は6月までのサブローに戻す[497]
- 12月27日
  - 福岡ソフトバンクホークスは、前楽天の松本輝の打撃投手としての入団を発表[498]
  - 東京ヤクルトスワローズは、ラスティングス・ミレッジとの契約の合意を発表[499]
- 12月28日
  - 阪神タイガースは、清原大貴の背番号が65から47へ、同じく橋本良平が38から 66へ、黒瀬春樹が66から38へそれぞれ変更したことを発表[500]
  - 千葉ロッテマリーンズは、前ヤクルトのジョシュ・ホワイトセルの獲得を発表[501]

## 競技結果

### ペナントレース
| 順位 | 球団                   | 勝 | 敗 | 分 | 勝率 | 差   |
| 1位  | 中日ドラゴンズ         | 75 | 59 | 10 | .560 | 優勝 |
| 2位  | 東京ヤクルトスワローズ | 70 | 59 | 15 | .543 | 2.5  |
| 3位  | 読売ジャイアンツ       | 71 | 62 | 11 | .534 | 3.5  |
| 4位  | 阪神タイガース         | 68 | 70 | 6  | .493 | 9.0  |
| 5位  | 広島東洋カープ         | 60 | 76 | 8  | .441 | 16.0 |
| 6位  | 横浜ベイスターズ       | 47 | 86 | 11 | .353 | 27.5 |

| 順位 | 球団                         | 勝 | 敗 | 分 | 勝率  | 差   |
| 1位  | 福岡ソフトバンクホークス     | 88 | 46 | 10 | .657  | 優勝 |
| 2位  | 北海道日本ハムファイターズ   | 72 | 65 | 7  | .526  | 17.5 |
| 3位  | 埼玉西武ライオンズ           | 68 | 67 | 9  | .5037 | 20.5 |
| 4位  | オリックス・バファローズ     | 69 | 68 | 7  | .5036 | 20.5 |
| 5位  | 東北楽天ゴールデンイーグルス | 66 | 71 | 7  | .482  | 23.5 |
| 6位  | 千葉ロッテマリーンズ         | 54 | 79 | 11 | .406  | 33.5 |

#### セ・パ交流戦
- チャンピオン：福岡ソフトバンクホークス
- MVP：内川聖一（ソフトバンク）
- 優秀選手賞：内海哲也（巨人）、坂口智隆（オリックス）

| 順位 | 球団                         | 勝 | 敗 | 分 | 勝率 | 差   |
| 1位  | 福岡ソフトバンクホークス     | 18 | 4  | 2  | .818 | 優勝 |
| 2位  | オリックス・バファローズ     | 15 | 7  | 2  | .682 | 3.0  |
| 3位  | 北海道日本ハムファイターズ   | 16 | 8  | 0  | .667 | 3.0  |
| 4位  | 中日ドラゴンズ               | 14 | 10 | 0  | .583 | 5.0  |
| 5位  | 埼玉西武ライオンズ           | 12 | 11 | 1  | .522 | 6.5  |
| 6位  | 東京ヤクルトスワローズ       | 10 | 12 | 2  | .455 | 8.0  |
| 7位  | 読売ジャイアンツ             | 10 | 13 | 1  | .435 | 8.5  |
| 8位  | 阪神タイガース               | 10 | 14 | 0  | .417 | 9.0  |
| 9位  | 東北楽天ゴールデンイーグルス | 9  | 13 | 2  | .409 | 9.0  |
| 10位 | 千葉ロッテマリーンズ         | 8  | 14 | 2  | .364 | 10.0 |
| 11位 | 横浜ベイスターズ             | 7  | 13 | 4  | .350 | 10.0 |
| 12位 | 広島東洋カープ               | 6  | 16 | 2  | .273 | 12.0 |

#### クライマックスシリーズ
| 日付                         | 試合  | ビジター球団（先攻） | スコア | ホーム球団（後攻）     | 開催球場 |
| 10月29日（土）               | 第1戦 | 読売ジャイアンツ     | 2 - 3  | 東京ヤクルトスワローズ | 神宮球場 |
| 10月30日（日）               | 第2戦 | 読売ジャイアンツ     | 6 - 2  | 東京ヤクルトスワローズ | 神宮球場 |
| 10月31日（月）               | 第3戦 | 読売ジャイアンツ     | 1 - 3  | 東京ヤクルトスワローズ | 神宮球場 |
| 勝者：東京ヤクルトスワローズ |       |                      |        |                        |          |

| 日付                     | 試合  | ビジター球団（先攻） | スコア | ホーム球団（後攻）         | 開催球場   |
| 10月29日（土）           | 第1戦 | 埼玉西武ライオンズ   | 5 - 2  | 北海道日本ハムファイターズ | 札幌ドーム |
| 10月30日（日）           | 第2戦 | 埼玉西武ライオンズ   | 8 - 1  | 北海道日本ハムファイターズ | 札幌ドーム |
| 勝者：埼玉西武ライオンズ |       |                      |        |                            |            |

| 日付                 | 試合           | ビジター球団（先攻）   | スコア | ホーム球団（後攻） | 開催球場     |
| アドバンテージ       | アドバンテージ | 東京ヤクルトスワローズ |        | 中日ドラゴンズ     |              |
| 11月2日（水）        | 第1戦          | 東京ヤクルトスワローズ | 1 - 2  | 中日ドラゴンズ     | ナゴヤドーム |
| 11月3日（木）        | 第2戦          | 東京ヤクルトスワローズ | 3 - 1  | 中日ドラゴンズ     | ナゴヤドーム |
| 11月4日（金）        | 第3戦          | 東京ヤクルトスワローズ | 2 - 1  | 中日ドラゴンズ     | ナゴヤドーム |
| 11月5日（土）        | 第4戦          | 東京ヤクルトスワローズ | 1 - 5  | 中日ドラゴンズ     | ナゴヤドーム |
| 11月6日（日）        | 第5戦          | 東京ヤクルトスワローズ | 1 - 2  | 中日ドラゴンズ     | ナゴヤドーム |
| 勝者：中日ドラゴンズ |                |                        |        |                    |              |

| 日付                           | 試合           | ビジター球団（先攻） | スコア | ホーム球団（後攻）       | 開催球場     |
| ------------------------------ | -------------- | -------------------- | ------ | ------------------------ | ------------ |
| アドバンテージ                 | アドバンテージ | 埼玉西武ライオンズ   |        | 福岡ソフトバンクホークス |              |
| 11月3日（木）                  | 第1戦          | 埼玉西武ライオンズ   | 2 - 4  | 福岡ソフトバンクホークス | ヤフードーム |
| 11月4日（金）                  | 第2戦          | 埼玉西武ライオンズ   | 2 - 7  | 福岡ソフトバンクホークス | ヤフードーム |
| 11月5日（土）                  | 第3戦          | 埼玉西武ライオンズ   | 1 - 2  | 福岡ソフトバンクホークス | ヤフードーム |
| 勝者：福岡ソフトバンクホークス |                |                      |        |                          |              |

#### 日本シリーズ
| 日付                                           | 試合   | ビジター球団（先攻）     | スコア | ホーム球団（後攻）       | 開催球場     |
| ---------------------------------------------- | ------ | ------------------------ | ------ | ------------------------ | ------------ |
| 11月12日（土）                                 | 第1戦  | 中日ドラゴンズ           | 2 - 1  | 福岡ソフトバンクホークス | ヤフードーム |
| 11月13日（日）                                 | 第2戦  | 中日ドラゴンズ           | 2 - 1  | 福岡ソフトバンクホークス | ヤフードーム |
| 11月14日（月）                                 | 移動日 | 移動日                   | 移動日 | 移動日                   | 移動日       |
| 11月15日（火）                                 | 第3戦  | 福岡ソフトバンクホークス | 4 - 2  | 中日ドラゴンズ           | ナゴヤドーム |
| 11月16日（水）                                 | 第4戦  | 福岡ソフトバンクホークス | 2 - 1  | 中日ドラゴンズ           | ナゴヤドーム |
| 11月17日（木）                                 | 第5戦  | 福岡ソフトバンクホークス | 5 - 0  | 中日ドラゴンズ           | ナゴヤドーム |
| 11月18日（金）                                 | 移動日 | 移動日                   | 移動日 | 移動日                   | 移動日       |
| 11月19日（土）                                 | 第6戦  | 中日ドラゴンズ           | 2 - 1  | 福岡ソフトバンクホークス | ヤフードーム |
| 11月20日（日）                                 | 第7戦  | 中日ドラゴンズ           | 0 - 3  | 福岡ソフトバンクホークス | ヤフードーム |
| 優勝：福岡ソフトバンクホークス（8年ぶり5回目） |        |                          |        |                          |              |

#### 個人タイトル
|                  | セントラル・リーグ | セントラル・リーグ | セントラル・リーグ | パシフィック・リーグ | パシフィック・リーグ | パシフィック・リーグ |
| タイトル         | 選手               | 球団               | 成績               | 選手                 | 球団                 | 成績                 |
| ---------------- | ------------------ | ------------------ | ------------------ | -------------------- | -------------------- | -------------------- |
| 最優秀選手       | 浅尾拓也           | 中日               |                    | 内川聖一             | ソフトバンク         |                      |
| 最優秀新人       | 澤村拓一           | 巨人               |                    | 牧田和久             | 西武                 |                      |
| 首位打者         | 長野久義           | 巨人               | .316               | 内川聖一             | ソフトバンク         | .338                 |
| 本塁打王         | W.バレンティン     | ヤクルト           | 31本               | 中村剛也             | 西武                 | 48本                 |
| 打点王           | 新井貴浩           | 阪神               | 93点               | 中村剛也             | 西武                 | 116点                |
| 最多安打         | M.マートン         | 阪神               | 180本              | 坂口智隆             | オリックス           | 175本                |
| 盗塁王           | 藤村大介           | 巨人               | 28個               | 本多雄一             | ソフトバンク         | 60個                 |
| 最高出塁率       | 鳥谷敬             | 阪神               | .395               | 糸井嘉男             | 日本ハム             | .411                 |
| 最優秀防御率     | 吉見一起           | 中日               | 1.65               | 田中将大             | 楽天                 | 1.27                 |
| 最多勝利         | 吉見一起           | 中日               | 18勝               | 田中将大             | 楽天                 | 19勝                 |
| 最多勝利         | 内海哲也           | 巨人               | 18勝               | D.J.ホールトン       | ソフトバンク         | 19勝                 |
| 最多奪三振       | 前田健太           | 広島               | 192個              | ダルビッシュ有       | 日本ハム             | 276個                |
| 最高勝率         | 吉見一起           | 中日               | .857               | 田中将大             | 楽天                 | .792                 |
| 最多セーブ投手   | 藤川球児           | 阪神               | 41S                | 武田久               | 日本ハム             | 37S                  |
| 最優秀中継ぎ投手 | 浅尾拓也           | 中日               | 52HP               | 平野佳寿             | オリックス           | 49HP                 |

### 月間MVP
|      | セントラル・リーグ | セントラル・リーグ | セントラル・リーグ | セントラル・リーグ | パシフィック・リーグ | パシフィック・リーグ | パシフィック・リーグ | パシフィック・リーグ |
|      | 投手               | 球団               | 野手               | 球団               | 投手                 | 球団                 | 野手                 | 球団                 |
| ---- | ------------------ | ------------------ | ------------------ | ------------------ | -------------------- | -------------------- | -------------------- | -------------------- |
| 4月  | B.バリントン       | 広島               | 宮本慎也           | ヤクルト           | 岩隈久志             | 楽天                 | 内川聖一             | ソフトバンク         |
| 5月  | 内海哲也           | 巨人               | W.バレンティン     | ヤクルト           | ダルビッシュ有       | 日本ハム             | 井口資仁             | ロッテ               |
| 6月  | J.スタンリッジ     | 阪神               | 平田良介           | 中日               | 田中将大             | 楽天                 | 坂口智隆             | オリックス           |
| 7月  | J.スタンリッジ     | 阪神               | 森野将彦           | 中日               | 田中将大             | 楽天                 | 稲葉篤紀             | 日本ハム             |
| 8月  | 久保裕也           | 巨人               | 栗原健太           | 広島               | 大場翔太             | ソフトバンク         | 松井稼頭央           | 楽天                 |
| 9月  | 吉見一起           | 中日               | 栗原健太           | 広島               | 金子千尋             | オリックス           | 後藤光尊             | オリックス           |
| 10月 | 能見篤史           | 阪神               | T.ブランコ         | 中日               | 田中将大             | 楽天                 | 浅村栄斗             | 西武                 |

#### ベストナイン
|          | セントラル・リーグ | セントラル・リーグ | パシフィック・リーグ | パシフィック・リーグ |
| 守備位置 | 選手               | 球団               | 選手                 | 球団                 |
| -------- | ------------------ | ------------------ | -------------------- | -------------------- |
| 投手     | 吉見一起           | 中日               | 田中将大             | 楽天                 |
| 捕手     | 阿部慎之助         | 巨人               | 細川亨               | ソフトバンク         |
| 一塁手   | 栗原健太           | 広島               | 小久保裕紀           | ソフトバンク         |
| 二塁手   | 平野恵一           | 阪神               | 本多雄一             | ソフトバンク         |
| 三塁手   | 宮本慎也           | ヤクルト           | 中村剛也             | 西武                 |
| 遊撃手   | 鳥谷敬             | 阪神               | 中島裕之             | 西武                 |
| 外野手   | 長野久義           | 巨人               | 糸井嘉男             | 日本ハム             |
| 外野手   | M.マートン         | 阪神               | 内川聖一             | ソフトバンク         |
| 外野手   | 青木宣親           | ヤクルト           | 栗山巧               | 西武                 |
| 指名打者 |                    |                    | J.フェルナンデス     | 西武                 |

#### ゴールデングラブ賞
|        | セントラル・リーグ | セントラル・リーグ | パシフィック・リーグ | パシフィック・リーグ |
| ------ | ------------------ | ------------------ | -------------------- | -------------------- |
| 投手   | 浅尾拓也           | 中日               | 田中将大             | 楽天                 |
| 捕手   | 谷繁元信           | 中日               | 細川亨               | ソフトバンク         |
| 一塁手 | 栗原健太           | 広島               | 小久保裕紀           | ソフトバンク         |
| 二塁手 | 平野恵一           | 阪神               | 本多雄一             | ソフトバンク         |
| 三塁手 | 宮本慎也           | ヤクルト           | 松田宣浩             | ソフトバンク         |
| 遊撃手 | 鳥谷敬             | 阪神               | 中島裕之             | 西武                 |
| 外野手 | 長野久義           | 巨人               | 岡田幸文             | ロッテ               |
| 外野手 | 青木宣親           | ヤクルト           | 糸井嘉男             | 日本ハム             |
| 外野手 | 大島洋平           | 中日               | 坂口智隆             | オリックス           |

#### オールスター戦
- 第1戦（ナゴヤドーム、7月22日）
セントラル・リーグ 9-4 パシフィック・リーグ
  - MVP：畠山和洋（東京ヤクルトスワローズ/全セ）

- 第2戦（QVCマリンフィールド、7月23日）
全パ 4-3 全セ
  - MVP：中村剛也（埼玉西武ライオンズ/全パ）

- 第3戦（日本製紙クリネックススタジアム宮城、7月24日）
全パ 5-0 全セ
  - MVP：稲葉篤紀（北海道日本ハムファイターズ/全パ）

#### ファーム
| イースタン・リーグ | イースタン・リーグ | イースタン・リーグ | イースタン・リーグ | イースタン・リーグ | イースタン・リーグ | イースタン・リーグ |
| 順位               | 球団               | 勝                 | 敗                 | 分                 | 勝率               | 差                 |
| ------------------ | ------------------ | ------------------ | ------------------ | ------------------ | ------------------ | ------------------ |
| 優勝               | 日本ハム           | 58                 | 45                 | 5                  | .563               | -                  |
| 2位                | 巨人               | 66                 | 52                 | 6                  | .559               | -                  |
| 3位                | 楽天               | 57                 | 48                 | 3                  | .543               | 2.0                |
| 4位                | ヤクルト           | 56                 | 51                 | 7                  | .523               | 4.0                |
| 5位                | 西武               | 53                 | 57                 | 3                  | .482               | 8.5                |
| 6位                | 横浜               | 45                 | 61                 | 5                  | .425               | 14.5               |
| 7位                | ロッテ             | 40                 | 62                 | 6                  | .392               | 17.5               |

| ウエスタン・リーグ | ウエスタン・リーグ | ウエスタン・リーグ | ウエスタン・リーグ | ウエスタン・リーグ | ウエスタン・リーグ | ウエスタン・リーグ |
| 順位               | 球団               | 勝                 | 敗                 | 分                 | 勝率               | 差                 |
| ------------------ | ------------------ | ------------------ | ------------------ | ------------------ | ------------------ | ------------------ |
| 優勝               | 中日               | 65                 | 33                 | 10                 | .663               | -                  |
| 2位                | ソフトバンク       | 60                 | 40                 | 10                 | .600               | 6.0                |
| 3位                | 阪神               | 48                 | 49                 | 14                 | .495               | 16.5               |
| 4位                | オリックス         | 36                 | 60                 | 12                 | .375               | 28.0               |
| 5位                | 広島               | 39                 | 65                 | 9                  | .375               | 29.0               |

ファーム日本選手権（サンマリンスタジアム宮崎、10月8日）
中日 4-3 日本ハム
- MVP：前田章宏（中日）

フレッシュオールスターゲーム（富山市民球場アルペンスタジアム、7月21日）
イースタン・リーグ 10-0 ウエスタン・リーグ
- MVP：荒木貴裕（ヤクルト/イースタン）